# 一乘谷站
一乘谷站（日语：／ Ichijōdani eki */?）是位於福井縣福井市安波賀中島町的西日本旅客鐵道（JR西日本）越美北線（九頭龍線）鐵路車站。

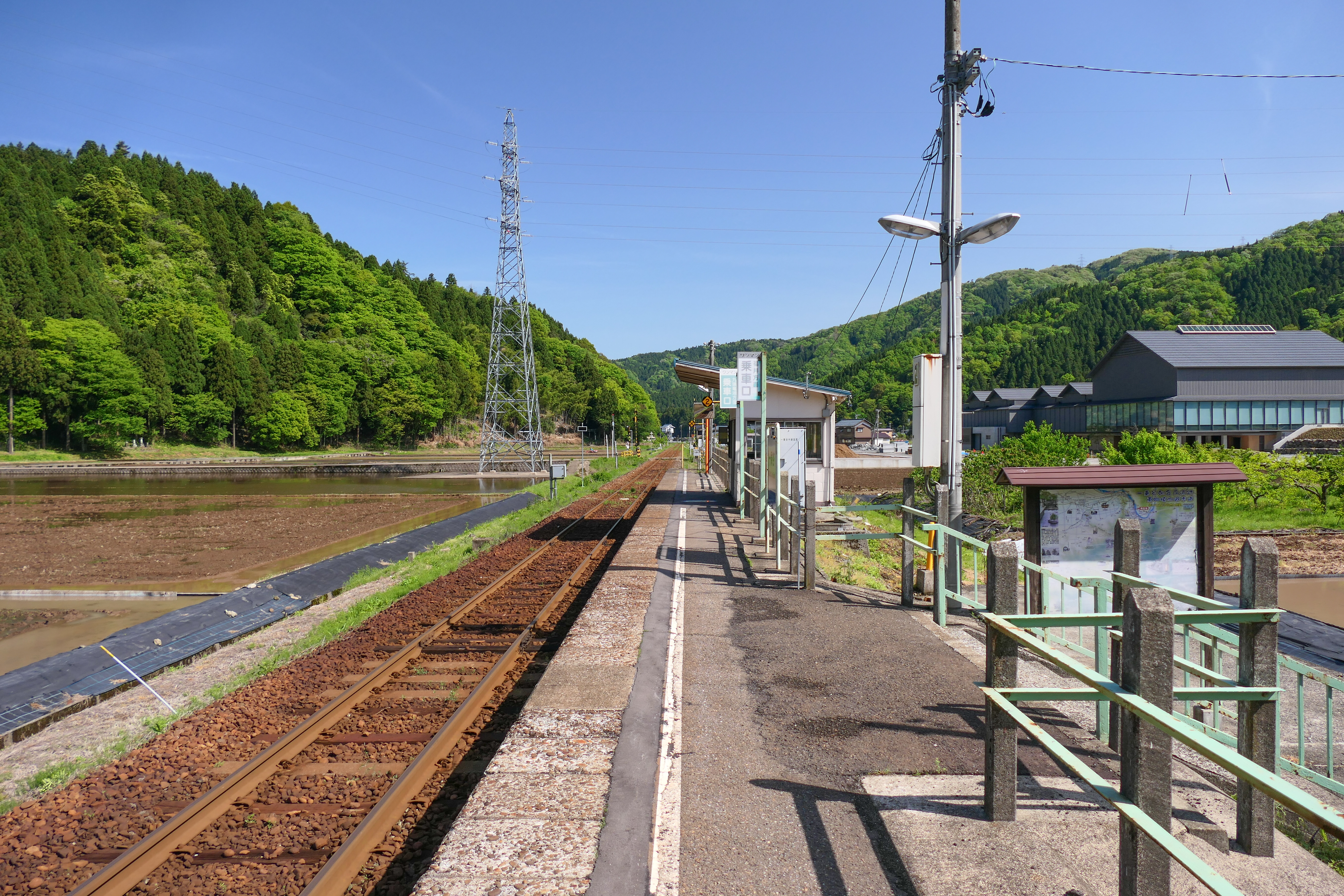
月台（2022年4月）

## 車站構造
九頭龍湖方向左側單式月台1面1線地上車站。開業起設有簡易月台與候車室、沒有站舎。為無人車站、不設自動售票機。

## 历史
- 1960年12月15日：越美北線勝原站開業時設置。
- 1987年4月1日：國鐵分割民營化成為西日本旅客鐵道車站。
- 2004年

- 7月18日：豪雨使越美北線全線運行休止。
- 9月11日：越前花堂站 - 本站間營業再開。

- 2007年6月30日：最後不通的本站 - 美山站間經過約3年之後再開始營業。

## 使用狀況
根據國土交通省「國土數值情報」，以下為1日平均上下車人次：
| 年度 | 1日平均 乘車人次 | 1日平均 乘車人次 |
| ---- | ---------------- | ---------------- |
| 2011 | 24               |                  |
| 2012 | 28               |                  |
| 2013 | 25               |                  |
| 2014 | 24               |                  |
| 2015 | 26               |                  |
| 2016 | 22               |                  |
| 2017 | 27               |                  |
| 2018 | 30               |                  |
| 2019 | 26               |                  |
| 2020 | 22               |                  |
| 2021 | 14               |                  |
| 2022 | 18               |                  |

## 車站周邊
- 一乘谷朝倉氏遺跡（國指定特別史跡）
- 福井県立一乗谷朝倉氏遺跡資料館
- 足羽川

## 相鄰車站
西日本旅客鐵道
■九頭龍線（越美北線）
越前東鄉－一乘谷－越前高田

## 外部連結
- 一乘谷站（JR西日本） （页面存档备份，存于）